# Downstream (petrolio)

Rappresentazione schematica delle fasi del ciclo produttivo del petrolio, del gas naturale e dei prodotti derivati dal petrolio.

Nell'ambito petrolifero, per downstream si intende l'insieme dei processi operativi che comprende i processi di trasformazione del petrolio (raffinazione) allo scopo di ottenere i prodotti derivati destinati al commercio e la loro distribuzione e vendita.

## Trasformazione
Dopo il processo di estrazione, il petrolio viene trasportato verso stabilimenti (raffinerie di petrolio), dove avvengono le operazioni di trasformazione che permettono di produrre a partire dal grezzo petrolifero una serie di prodotti di uso comune. Le operazioni attraverso le quali il grezzo petrolifero viene trasformato sono molteplici e di diversa natura.
A grandi linee, il processo di raffinazione può essere suddiviso in tre fasi principali:
- separazione fisica dei componenti che costituiscono il petrolio ottenendo più tagli;
- processi chimici per il miglioramento qualitativo dei tagli ottenuti;
- purificazione dei prodotti finali.

Scendendo più nel particolare, le principali lavorazioni sono:
- decantazione, e separazione dell'acqua;
- dissalazione;
- distillazione atmosferica (detta anche topping);
- distillazione sotto vuoto (detta anche vacuum);
- reforming;
- desolforazione (per eliminare lo zolfo, che altrimenti sarebbe rilasciato sotto forma di SOx, particolarmente inquinanti);
- cracking, alchilazione, isomerizzazione.

La tabella seguente indica, orientativamente, gli intervalli di temperature di ebollizione delle frazioni di distillazione del petrolio (a pressione atmosferica, in gradi Celsius), detti anche tagli petroliferi:
| Prodotto petrolifero            | Temperatura di ebollizione (°C) | Utilizzi                                                                       |
| ------------------------------- | ------------------------------- | ------------------------------------------------------------------------------ |
| metano e altri gas combustibili | -160 ÷ -40                      | combustibili di raffineria                                                     |
| propano                         | -40                             | Gas di petrolio liquefatti (combustibile per autotrazione o per riscaldamento) |
| butano                          | -12 ÷ 1                         | utilizzato per aumentare la volatilità della benzina                           |
| etere di petrolio               | 0 ÷ 70                          | solvente                                                                       |
| nafta leggera                   | -1 ÷ 150                        | componente di combustibile per automobili                                      |
| nafta pesante                   | 150 ÷ 205                       | materia prima per il reforming, combustibile per jet                           |
| benzina                         | -1 ÷ 180                        | combustibile per motori                                                        |
| cherosene                       | 205 ÷ 260                       | combustibile                                                                   |
| gasolio leggero                 | 260 ÷ 315                       | carburante per motori Diesel / riscaldamento                                   |
| gasolio pesante                 | 315 ÷ 425                       | materia prima per cracking catalitico                                          |
| olio lubrificante               | > 400                           | olio per motori                                                                |
| bitume, asfalto                 | frazioni rimanenti              | pavimentazione stradale                                                        |

Ogni taglio petrolifero è costituito da molecole di lunghezza comparabile. Poiché l'operazione di distillazione non può essere perfetta, ogni taglio petrolifero contiene un po' del taglio più leggero ed un po' del taglio più pesante. Per questo motivo gli intervalli di ebollizione di un taglio "ricoprono" parzialmente quelli del taglio immediatamente più leggero ed immediatamente più pesante.
I gas che si formano nelle varie parti di impianto (metano, etano, propano e butano) vengono raccolti ed usati per produrre energia per il funzionamento della raffineria o valorizzati come prodotti finiti.
Il taglio che costituisce la benzina dovrà subire varie lavorazioni, in quanto la benzina da topping presenta uno scarso numero di ottano, pertanto si ricorre ai processi di isomerizzazione, reforming.
La parte pesante viene inviata al vacuum per recuperare i combustibili liquidi rimasti nel fondo della colonna da topping:
- cracking catalitico, hydrocracking e visbreaking per aumentare ulteriormente la resa in combustibili liquidi;
- alchilazione (per convertire parte dei gas in benzina);
- delayed coking (produzione di coke).

Vi sono poi altre lavorazioni per recuperare le paraffine e le cere (vaselina), usate anche nella cosmetica. Lo scarto finale costituisce il bitume che, opportunamente miscelato con pietrisco fine e sabbia, è utilizzato per la pavimentazione stradale. Nel novero dei prodotti di raffineria rientra anche lo zolfo ottenuto dal processo di desolforazione. Va infine ricordato che il petrolio (nel taglio della virgin nafta) è anche materia prima per l'industria petrolchimica per la produzione di plastiche.
I prodotti finali del processo di trasformazione includono dunque: GPL, benzina, cherosene, gasolio, oli lubrificanti, bitumi, cere e paraffine.

## Prodotti derivati dal petrolio
Le catene molecolari nell'intervallo di C5-7 sono nafte leggere ed evaporano facilmente. Vengono usate come solventi, fluidi per pulizia a secco e altri prodotti ad asciugatura veloce.
Le benzine sono composte da catene ramificate nell'intervallo da C6 a C9.
Il cherosene è composto da catene nell'intervallo da C10 a C15, seguito dal combustibile per i motori diesel e per riscaldamento (da C10 a C20) e da combustibili più pesanti, come quelli usati nei motori delle navi. Questi prodotti derivati del petrolio sono liquidi a temperatura ambiente.
I lubrificanti e i grassi semi-solidi (come la vaselina) sono posizionati nell'intervallo da C16 fino a C20.
Le catene da C20 in avanti sono solidi a temperatura ambiente e comprendono la paraffina, poi il catrame e il bitume per asfalto.